# Rudolf Leyrer
Rudolf Leyrer (* 19. August 1857 in Wien; † 26. Dezember 1939 ebenda) war ein österreichischer Theaterschauspieler.

## Leben
Leyrer, Sohn eines Wiener Hof- und Gerichtsadvokaten entschloss sich 1875 für den Schauspielerberuf. Er studierte zwei Jahre am Wiener Konservatorium bei Bernhard Baumeister und debütierte am 25. September 1877 an der Hofburg, wo er bis zum 1. Juli 1879 verblieb. Vom 15. Oktober 1879 bis 16. März 1880 war er Mitglied des Stadttheaters in Innsbruck, wirkte vom 1. April bis 15. November 1880 am Stadttheater in Brünn, dann bis 1. Mai 1883 am Stadttheater in Nürnberg. Vom 1. August 1883 bis 1. Juni 1884 am Thaliatheater in Hamburg, vom 16. September 1884 bis 1. Mai 1889 erneut in Nürnberg und trat im September 1889 in den Verband des Stadttheaters Köln. Er spielte ab 1905 am Deutschen Volkstheater Wien, zuletzt in Väterrollen.
Zudem war er der Leiter des Rechtsschutzverbandes des deutsch-österreichischen Bühnenverbands und Mitgründer des Wissenschaftlichen Clubs in Wien.
Verheiratet war er mit der Opernsoubrette Agnes Kaps.

## Filme
- 1912: Der Unbekannte